# تینادهو (گافو دالو آتول)
تینادهو (به لاتین: Thinadhoo) یک منطقهٔ مسکونی در مالدیو است. تینادهو ۱۴٬۰۰۰ نفر جمعیت دارد.